# Ponta de São Jerónimo
A Ponta de São Jerónimo é uma formação geológica costeira de São Tomé e Príncipe, localizado na ilha de São Tomé, a Este da província da Água Grande. Este acidente geológico localiza-se entre a Ponta de São Marçal e a Fortaleza de São Sebastião.